# Trinitat Neras i Plaja
Trinitat Neras i Plaja   (Begur, 9 d'agost de 1941 - 10 de juny de 2024) fou una empresària i política catalana.

## Biografia
Abans de dedicar-se a la política treballà com a directora d'empreses en el camp de l'hoteleria fins al 1974. Fou comptable d'una empresa de construcció de 1975 a 1980 i secretària de la junta del Casino Cultural i Casal dels Avis de Begur de 1980 a 1987.
Fou membre del comitè executiu de CDC al Baix Empordà, partit en el qual milità des de 1977. Fou diputada al Parlament de Catalunya per CiU per la circumscripció de Girona a les eleccions al Parlament de Catalunya de 1980, 1984, 1988, 1992, 1995 i 1999. Fou candidata a l'alcaldia de Begur a les eleccions municipals de 1991, però no fou escollida. El 2006 era també consellera general de Caixa de Girona.